# Sáfrány Lajos
Sáfrány Lajos (Téglás (Hajdú megye), 1874. október 15. – Budapest, 1910. november 23.) református tanító, nőképző-intézeti igazgató.

## Életútja
Tégláson született, ahol atyja lelkész volt, anyja Fodor Julianna. A gimnáziumot és teológiai tanfolyamot a debreceni kollégiumban, a bölcseletet Budapesten és Münchenben végezte. 1899-1900-ban helyettes tanár és docens volt a debreceni református főgimnáziumban, 1900-tól 1905-ig a pedagógia tanára ugyanott a református tanítónőképző intézetben. 1905-től a nagyváradi református tanítónőképző intézet igazgatója volt.
1893 és 1900 között verses és prózai szépirodalmi, esztétikai és társadalmi cikkeket írt a Debreceni Hírlap, Debreceni Ellenőr, a Debrecen és az Új Idők című hírlapokba; egyéb hírlap-cikkei a Debreceni Protestáns Lapban (1905. 8. sz. A nő lelke, 17-25. sz. Szemlélődés tanügyi reformkérdések felett, 31. sz. A XIX. század mérlege egy franczia tudós szerint, 1896. 37. sz. A lelki élet gépezete és az akarat nevelése); a Magyar Paedagogiában (1905. A filozófia tanítása a középiskolában); a Debreczeni Lelkészi Tárban (1904-1905. Az okos és szelíd nő. Még nagy idő vagyon!)

## Művei
- Pheidiás. Tanulmány az antik műtörténet köréből. Budapest, 1900. (Ism. Huszadik Század, M. Kritika IV. Arch. Értesítő).
- Isten házának látogatása. Debreczen, 1900. (Beszédek ifjusági istentiszteletekre II.).
- A korszellem és a protestantismus kilátásai. Debreczen. Debreczen, 1903.
- A szellemi munkaképesség kísérleti mérése és a túlterhelés problémája. Budapest, 1903. (Különnyomat a Magyar Paedagogiából).
- Kossuth emlékezete. A debreczeni ev. ref. felsőbb leányiskola s tanítónőképző-intézetnek Kossuth születése 100-dik évfordulóján tartott emlékünnepen felolvasta. Debreczen, 1903.
- Emlékezés Spencer Herbertről. Debreczen, 1904.
- Neveléstan. II. rész. A lelki élet ismertetése. Tankönyv tanítónőképző-intézetek számára. Debreczen, 1906.